# مطار بيجي فيشونغ
مطار بيجي فيشونغ (بالصينية: 毕节飞雄机场) (إياتا: BFJ، إيكاو: ZUBJ) مطار عام يقع بمدينة Dafang County في الصين. يبلغ طول المدرج 2600 م . يقع في مقاطعة دافانغ، على بعد 18 كيلومترًا (11 ميل) من وسط المدينة. بدأ البناء في مايو 2011 باستثمارات إجمالية قدرها 1.05 مليار يوان صيني، وافتتح المطار في 16 يونيو 2013.

## شركات الطيران والوجهات
| شركـات طيـران             | الوجهات |
| ------------------------- | --- |
| طيران الصين اكسبرس        | مطار تشونغتشينغ جيانغبى الدولي، مطار قوييانغ لونغدونغابو الدولي، مطار ونزهو يونجقيانج الدولي، مطار شيامن قاوتشي الدولي، مطار شينغي، مطار شيشوانغباننا غاسا، مطار تشوهاى جينوان |
| خطوط جنوب الصين الجوية    | مطار قوانغتشو باييون الدولي |
| China United Airlines     | مطار بكين داشينغ الدولي |
| Colorful Guizhou Airlines | مطار قوييانغ لونغدونغابو الدولي، مطار ووهان تيانهي الدولي |
| طيران جي إكس              | مطار نانينغ وشو الدولي، مطار شيان شيانيانغ الدولي |
| خطوط جونياو الجوية        | مطار ساني ليجيانغ، مطار شانغهاي هونغكياو الدولي، مطار شانغهاي بودنغ الدولي |
| طيران لونج                | مطار هانغتشو شياوشان الدولي، مطار ساني ليجيانغ، مطار نينغبو ليش الدولي، مطار جينجيانغ تشيوانتشو، مطار ونزهو يونجقيانج الدولي، مطار شيشوانغباننا غاسا                           |

## وصلات خارجية
- http://www.flightstats.com/go/Airport/airportDetails.do?airportCode=BFJ